# I. Kaplan Giráj krími kán

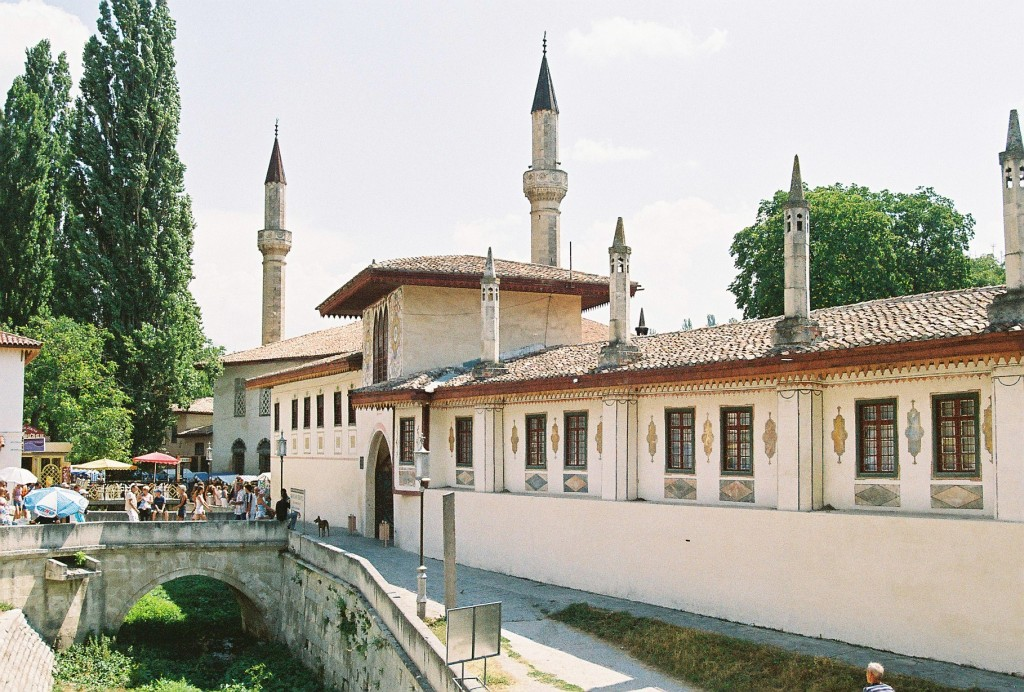
A bahcsiszeráji káni palota

I. Kaplan Giráj (krími tatár: I Qaplan Geray, ١ قاپلان كراى), (1678 – 1738) krími tatár kán három ízben.

## Első uralkodása
Kaplan I. Szelim Giráj kán fia volt. 1695 és 1699 között a kubanyi tatárok szeraszkere (hadvezére) volt. Édesapja negyedik uralkodása alatt és bátyja, III. Gázi Giráj idejében a núreddin méltóságot viselte. 1707-ben a leváltott Gázi helyére a szultán Kaplant nevezte ki krími kánnak. Az új kán fivéreit, Menglit és Makszúdot tette meg kalgának és núreddinek. Nem sokkal uralkodásának megkezdése után nagy sereggel az Észak-Kaukázusba vonult, hogy leverje a fellázadt kabardokat, de katasztrofális vereséget szenvedett, több tatár klán vezetője is odaveszett. A kudarc miatt, és mert menedéket adott az I. Péter cártól menekülő kozákoknak, a szultán leváltotta. Utóda II. Devlet Giráj lett.

## Második uralkodása
II. Devlet lemondatása után 1713-ban III. Ahmed oszmán szultán ismét Kaplant helyezte a krími trónra. Kaplan először a lázongó kubanyi tatárokat fékezte meg, majd miután a Török Birodalom előbb Velencével, majd Ausztriával keveredett háborúba, a szultán parancsára a magyar határhoz vonult. A tatár klánok vezetői vonakodtak elhagyni Krímet, de Kaplannak végül sikerült összeállítania a szükséges haderőt, ám túl sokat késlekedett és emiatt az osztrákoktól elszenvedett vereségek miatt a szultán a kánt okolta és leváltotta tisztségéből. Az új kán III. Devlet Giráj lett, Kaplan pedig a törökországi Burszában telepedett le.

## Harmadik uralkodása
1730-ban újra Kaplant nevezték ki kánnak. 1732-ben a szultán parancsára a Kaukázuson keresztül Perzsia ellen vonult. A hadjárat és a kaukázusi törzsek erődemonstráló hódoltatása miatt az isztambuli orosz követ többször is tiltakozott és az elmérgesedő viszony végül oda vezetett, hogy 1735-ben az oroszok betörtek a Krímre. A támadást sikerült elhárítani, ám a következő évben már egy nagyobb, ötvenötezres sereggel tértek vissza. Rövid ostrom után elfoglalták a félsziget bejáratát védő Perekop erődjét, majd végigdúlták a Krímet. Felgyújtották a kánság fővárosát, Bahcsiszerájt; a tűzben odaveszett az I. Szelim által alapított könyvtár, valamint a jezsuita misszió is. Felégették a tatárok egyetlen nagy kikötőjét Kezlevet és Akmedzsidet; azután a seregben kitört járvány miatt visszavonultak. A kudarcért a szultán Kaplant hibáztatta és lemondatta címéről. Utóda a trónon II. Fetih Giráj lett.
Kaplan két évvel később, a törökországi Çeşme városában halt meg.